# Caxitepec
Caxitepec är en ort i Mexiko.   Den ligger i kommunen Atlixtac och delstaten Guerrero, i den sydöstra delen av landet, 240 km söder om huvudstaden Mexico City. Caxitepec ligger 1 827 meter över havet och antalet invånare är 1 125.
Terrängen runt Caxitepec är bergig västerut, men österut är den kuperad. Runt Caxitepec är det ganska glesbefolkat, med 42 invånare per kvadratkilometer. Närmaste större samhälle är Acatepec, 7,0 km nordost om Caxitepec. I omgivningarna runt Caxitepec växer huvudsakligen savannskog.